# USS Rasher (SS-269)
USS Rasher (SS-269) – amerykański okręt podwodny typu Gato, pierwszego masowo produkowanego wojennego typu amerykańskich okrętów podwodnych. Zaprojektowany w konstrukcji częściowo dwukadłubowej, uzbrojony był w 24 torpedy Mark XIV i Mark 18 wystrzeliwane z sześciu wyrzutni torpedowych na dziobie oraz czterech wyrzutni rufowych. Układ napędowy tych okrętów stanowiły cztery generatory elektryczne napędzane przez silniki Diesla o mocy 5400 shp oraz cztery silniki elektryczne o mocy 2700 shp, napędzające dwa wały napędowe ze śrubami. Maszynownia okrętu podzielona była za pomocą wodoszczelnej grodzi, zaś kadłub został wzmocniony w celu zwiększenia testowej (konstrukcyjnej) głębokości zanurzenia okrętu do 300 stóp (91 metrów) względem przedwojennego standardu wynoszącego 250 stóp.
W trakcie drugiej wojny światowej, wziął udział w działaniach podwodnych na Pacyfiku przeprowadzając 8 patroli operacyjnych, podczas których zatopił 18 jednostek przeciwnika, zatopił japońskie jednostki o łącznej pojemności 99 901 ton. Między innymi 25 lutego 1944 roku zatopił na Morzu Balijskim japońskie statki „Tango Maru” i „Ryūsei Maru”, wraz z którymi zginęło blisko 8 tys. pasażerów (japońskich żołnierzy, alianckich jeńców wojennych oraz robotników przymusowych z Jawy).